# 川滇金丝桃
川滇金丝桃（学名：Hypericum forrestii）为藤黄科金丝桃属下的一个种。

## 扩展阅读
- 維基物種上的相關：川滇金丝桃